# Проба Вальсальвы
Проба Вальсальвы – это диагностическая процедура, используемая в урологии для выявления или подтверждения варикозного расширения вен лозовидного сплетения (plexus pampiniformis) семенного канатика, известного как варикоцеле.
Суть методики
Проба Вальсальвы представляет собой провокационный тест, который направлен на повышение внутрибрюшного давления с целью выявления ретроградного кровотока (рефлюкса) в венах семенного канатика.
Процедура выполняется следующим образом:
1. Подготовка: Пациент находится в вертикальном положении (стоя) для усиления гравитационного эффекта на венозный отток.
2. Выполнение: Пациенту дается инструкция сделать глубокий вдох и затем натужиться (создать усилие, как при дефекации) при закрытой голосовой щели. Этот маневр приводит к резкому повышению внутрибрюшного давления.
3. Оценка: В момент натуживания врач проводит пальпацию мошонки, оценивая увеличение размеров и уплотнение вен лозовидного сплетения. Более точно, проба выполняется с использованием инструментальных методов:
  - Ультразвуковое исследование (УЗИ) с допплерографией: Это основной метод визуализации. Во время пробы Вальсальвы оценивается:
    - Диаметр вен гроздевидного сплетения. Увеличение диаметра свидетельствует о варикоцеле.
    - Наличие и продолжительность ретроградного кровотока (рефлюкса) в венах семенного канатика. Рефлюкс является патогномоничным признаком варикоцеле. Обычно измеряется продолжительность рефлюкса в секундах.

  - Термография: (менее распространенный метод). Определяется повышение температуры мошонки.

История
Процедура названа в честь итальянского медика Антонио Вальсальвы